# تایگا (رپر)
مایکل ری استیونسون (متولد ۱۹۸۹ نوامبر ۱۹)، با نام تایگا (به انگلیسی: Tyga) (مخففThank You God Always)، یک خوانندهٔ رپ آمریکایی  است. تایگا در سال ۲۰۱۱، با یانگ مانی اینترتینمنت و کش مانی رکوردز قرارداد بست. او اولین آهنگ خود را "Coconut Juice" به همراه تراوی مک‌کوی منتشر کرد. وی با آهنگ‌های مانند "Faded", "Rack City" به همراهی لیل وین و آهنگی مانند "Far Away" به همراه کریس ریچاردسون و "Still Got It" به همراهی دریک و "Make It Nasty" به شهرت زیادی رسید. همچنین آلبوم سوم خود را به نام ساقی در ۹ آوریل ۲۰۱۳ منتشر کرد که شامل تک آهنگ‌های "Dope" به همراه ریک راس، "For The Road" به همراه کریس براون و "Show You" به همراه فیوچر بود. آلبوم چهارم استودیویی او The Gold Album: 18th Dynasty در ۲۳ ژوئن ۲۰۱۵ بعد از تأخیر منتشر
شد. در ۳ نوامبر ۲۰۱۸ آهنگی به نام Dip همراه با نیکی میناژ منتشر کرد.

## اوایل زندگی
مایکل ری نگوین-استیونسون در کامپتون کالیفرنیا در ۱۹ نوامبر سال ۱۹۸۹ متولد شد و در حدود ۱۱ سالگی به گاردنا، کالیفرنیا نقل مکان کرد. او از نژاد ویتنامی و جامئیکایی است. به گفتهٔ خودش با آهنگ‌های Fabolous و لیل وین و کامرون و امینم بزرگ شده."

## آلبوم‌ها
| نام آلبوم                             | سال انتشار | به همراهی                                        |
| ------------------------------------- | ---------- | ------------------------------------------------ |
| No Introduction                       | ۲۰۰۸       |                                                  |
| We Are Young Money                    | ۲۰۰۹       | یانگ مانی انترتینمنت                             |
| Bitchimtheshit#                       | ۲۰۱۱       |                                                  |
| Careless World: Rise of The Last King | ۲۰۱۲       | لیل وین، دریک                                    |
| Hotel California                      | ۲۰۱۳       | لیل وین، تو چینز، د گیم، ویز خلیفا               |
| The Gold Album 18th Dynasty           | ۲۰۱۵       |                                                  |
| Fan of a Fan                          | ۲۰۱۵       | کریس براون                                       |
| BitchImTheShit2                       | ۲۰۱۷       | کانیه وست، کواوو، پوشا تی                        |
| Kyoto                                 | ۲۰۱۸       |                                                  |
| Legendary                             | ۲۰۱۹       | lil wayne,Gunna,ChrisBrown,Jbalvin,Offset,Swalee |

## حرفه

### ۲۰۰۷ تا ۲۰۱۰
او اولین آلبوم مستقل خود را در ۱۰ ژوئن ۲۰۰۸ به نام No Introduction در Decaydance Records منتشر کرد. از او میکس تیپ‌های بسیاری منتشر شده‌است. در سال ۲۰۰۷ میکس تیپ Young On Probation باعث امضای قراردادی با کمپانی ضبطی به نام یانگ مانی اینترتینمنت شد. او آلبوم بعدی خود به نام Fan of a Fan به همراه کریس براون و آهنگسازی DJ Ill Will و DJ Rockstar ساخت. او با کسانی دیگر مانند لیل وین و Bow Wow و کوین مکل در چند تِرَک کار کرد. او با آهنگ معروف "Deuces" که در بیلبورد دR&B (آر اند بی) و هیپ هاپ اول شد و در جوایز گرمی نیز نامزد شد؛ که شروعی برای کار او بود.

### ۲۰۱۱ تا ۲۰۱۲
او Careless World: Rise of the Last King دومین آلبوم تنهای خود را در ۲۱ فوریه ۲۰۱۲ تحت عنوان Young Money Entertainment, Cash Money Records و and Universal Republic Records منتشر کرد.

## زندگی شخصی
تایگا در ۵ اکتبر ۲۰۱۱ در یک مهمانی با بلک چاینا آشنا شد و آن‌ها برای یک مدتی با هم رابطه داشتند تا اینکه پسر آن‌ها King Cairo Stevenson در ۱۶ اکتبر ۲۰۱۲ به دنیا آمد و تایگا عمارتی به ارزش ۶٫۵ میلیون دلار در کالابساس، کالیفرنیا برای خانوادهٔ جدیدش خریداری نمود. در دسامبر ۲۰۱۲ بلک چاینا اعلام کرد که او و تایگا نامزد کردند ولی بالاخره رابطهٔ این زوج پس از ماه‌ها حدس و گمان پایان یافت. در سال ۲۰۱۴ نیز تایگا رابطهٔ خود را با کایلی جنر شروع کرد اما این رابطه پس از ۳ سال و در سال ۲۰۱۷ پایان یافت.